# نیفلومیک اسید
نیفلومیک اسید (انگلیسی: Niflumic acid) دارویی است که برای درد مفاصل و عضلانی به کار می‌رود. به عنوان یک مهارکننده سیکلواکسیژناز-۲ طبقه بندی می‌شود. در زیست‌شناسی تجربی، از آن برای مهار کانال‌های کلرید استفاده شده‌است. همچنین گزارش شده‌است که روی کانال‌های GABA-A و NMDA عمل می‌کند و کانال‌های کلسیم نوع T را مسدود می‌کند.